# پایگاه هوایی اول‌اسکای
پایگاه هوایی اول‌اسکای (به انگلیسی: Uvelsky (air base)) یک فرودگاه نظامی است که یک باند فرود بتن دارد و طول باند آن ۲۵۰۰ متر است. این فرودگاه در کشور روسیه قرار دارد و در ارتفاع ۲۳۶ متری از سطح دریا واقع شده‌است.